# Kaap Norvegia
Kaap Norvegia is een kaap aan de Prinses Marthakust van Koningin Maudland in Antarctica.
De kaap markeert de noordoostelijke rand van het Riiser-Larsen-ijsplateau in Oost-Antarctica en het grenspunt tussen de Weddellzee en de Koning Haakon VII-zee. De kaap werd in februari 1930 ontdekt door de Noorse luchtvaartpionier Hjalmar Riiser-Larsen tijdens een vlucht vanaf het expeditieschip, de Norvegia. De kaap werd door Riiser-Larsen vernoemd naar het schip.